# Myrmicocrypta weyrauchi
Myrmicocrypta weyrauchi är en myrart som beskrevs av Borgmeier 1948. Myrmicocrypta weyrauchi ingår i släktet Myrmicocrypta och familjen myror. Inga underarter finns listade i Catalogue of Life.